# Mariella Bertini
Mariella Bertini (Pontedera, 30 settembre 1958) è una schermitrice italiana paralimpica, vincitrice di otto medaglie in quattro edizioni dei Giochi Paralimpici estivi..
Bertini è riconosciuta come una delle più grandi campionesse di scherma in carrozzina degli anni 1990.
È sposata con lo schermidore in carrozzina e tiratore paralimpico Santo Mangano, anche lui vincitore di otto medaglie paralimpiche nelle quattro paralimpiadi disputate tra Seoul 1988 e Atlanta 1996.